# Back to the Light
Back to the Light (engl. für: „Zurück ins Licht“) ist das 1992 erschienene erste Soloalbum nach der Mini-LP von Brian May + Friends. Die Produktion dieses Albums hatte bereits 1987 begonnen. In den USA erschien das Album mit einem anderen Cover und wurde dort von Hollywood Records statt von Parlophone herausgegeben.

## Titelliste
1. The Dark (Brian May) – 2:20
2. Back to the Light (Brian May) – 4:59
3. Love Token (Brian May) – 5:55
4. Resurrection (Brian May, Powell, Jamie Page) – 5:27
5. Too Much Love Will Kill You (Brian May, Frank Musker, Elizabeth Lamers) – 4:28
6. Driven by You (Brian May) – 4:11 [1991]
7. Nothin’ But Blue (Brian May, Cozy Powell) – 3:31
8. I’m Scared (Brian May) – 4:00 (Justin’s Mix ’92)
9. Last Horizon (Brian May) – 4:10
10. Let Your Heart Rule Your Head (Brian May) – 3:51
11. Just One Life (Brian May) – 3:38 [1991]
12. Rollin’ Over (Marriot, Lane) – 4:36

Bonustrack (USA und Kanada)
1. Driven by You (Brian May) (Rock Re-Mix)

## Details zu einzelnen Liedern
- Teile von The Dark entstanden 1980 bei den Aufnahmen zu Queens Flash-Gordon-Soundtrack (aufgenommen von Alan Douglas in den Townhouse Studios). Ausschnitte aus diesem Titel wurden 1994 im Computerspiel Rise of the Robots verwendet.

- Auch Too Much Love Will Kill You war Ende der 1980er Jahre von Queen aufgenommen, aber nicht veröffentlicht worden. In einer neu eingespielten Fassung (mit Freddie Mercurys ursprünglichem Gesang) erschien der Song auf dem Queen-Album Made in Heaven (1995). Diese Version gewann 1997 den Ivor Novello Award als musikalisch und textlich bester Song.

- Let Your Heart Rule Your Head ist ein Titel, den er für Lonnie Donegans Album Let Your Heart Rule Your Head (1989) geschrieben und gespielt hatte, der aber dort nicht veröffentlicht wurde.

- Der Song Just One Life ist Philip Sayer gewidmet.

- Instrumentalversionen von Resurrection und Nothin’ But Blue wurden auf dem bereits 1992 erschienenen Album The Drums Are Back von Cozy Powell veröffentlicht. Und zwar unter den Titeln „Ride To Win“ (Originalversion von Resurrection) und „Somewhere In Time“ (Originalversion von Nothin’ But Blue).
- Driven By You wurde 1991 in einer Werbekampagne für Ford genutzt.

## Booklet

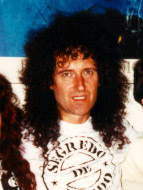
Brian May (1992)

In den Liner Notes des Booklets der CD bedankt sich Brian May auf ganz persönliche Art insbesondere bei seiner Familie und seinen Freunden:
To my Dad for making my guitar with me. It should just see me out.
To Dick Denney, for designing the AC30.
To Jimmy May for keeping me clear about how cool I’m not, Louisa May for pet care and control, and Emily May for sunshine every day. (Jimmy, Louisa und Emily sind Mays Kinder aus erster Ehe.)
To my dear Mom for keeping Allerton Alive.
For persistent friendship, much appreciated, Tom Short, Nathan East, Steve Ferrone, Rick Wakeman, Steve Vai, Paul Rodgers, E.V.H., Elton John, Axl, Slash and the Def Leps.
To Joe Satriani for a magnificent guitar which makes its debut on „Nothin’ But Blue“. […]
And to my lady, Anita Dobson, for having the faith that I could fly.
This album is dedicated to Harold May, Alfred Dobson and Freddie Mercury. And to all those loved ones we have lost too soon.

## Rezeption
Anlässlich der Wiederveröffentlichung 2021 bezeichnet Marcel Andres von der Zeitschrift Audio das Album mit seiner Mischung aus „monumentalen Rockern, erdigem Bluesrock, gefühlvollen Balladen und einer Coverversion“ als „zeitlos guten Hardrock“, das zu Unrecht seinerzeit als Flop galt.

## Kommerzieller Erfolg

### Chartplatzierungen
| ChartsChartplatzierungen       | Höchstplatzierung | Wochen |
| ------------------------------ | ----------------- | ------ |
| Deutschland (GfK)              | 10 (14 Wo.)       | 14     |
| Österreich (Ö3)                | 20 (1 Wo.)        | 1      |
| Schweiz (IFPI)                 | 9 (12 Wo.)        | 12     |
| Vereinigte Staaten (Billboard) | 159 (2 Wo.)       | 2      |
| Vereinigtes Königreich (OCC)   | 6 (15 Wo.)        | 15     |

### Auszeichnungen für Musikverkäufe
| Land/Region                  | Auszeichnungen für Musikverkäufe (Land/Region, Auszeichnung, Verkäufe) | Verkäufe |
| ---------------------------- | ---------------------------------------------------------------------- | -------- |
| Niederlande (NVPI)           | Gold                                                                   | 40.000   |
| Spanien (Promusicae)         | Gold                                                                   | 50.000   |
| Vereinigtes Königreich (BPI) | Gold                                                                   | 100.000  |
| Insgesamt                    | 3× Gold ·                                                              | 190.000  |